# Операция IceBridge (NASA)
Операция IceBridge (англ. Operation IceBridge — операция IceBridge, Операция Ледяной Мост) — действующая программа НАСА по мониторингу изменений полярных ледников, с использованием данных спутниковой и аэрофотосъёмки.

## История проекта
С 2003 по 2009 НАСА проводило измерения с помощью лазерного альтиметра спутника ICESat. Спутник проработал до 2009 года и был выведен из эксплуатации.
Следующий спутник, данные которого использовались для целей мониторинга,  ICESat-2, запущен в сентябре 2018.
В разрыве между периодами работы спутников, выполнялась аэрофотосъёмка с использованием самолётов Lockheed P-3 Orion. Аэрофотосъёмка по Арктике началась в марте 2009 года, вылеты осуществились с авиабазы Туле, Гренландия. Аэрофотосъемка по Антарктике началась в октябре 2009 года, с авиабазы в Пунта-Аренас, Чили.

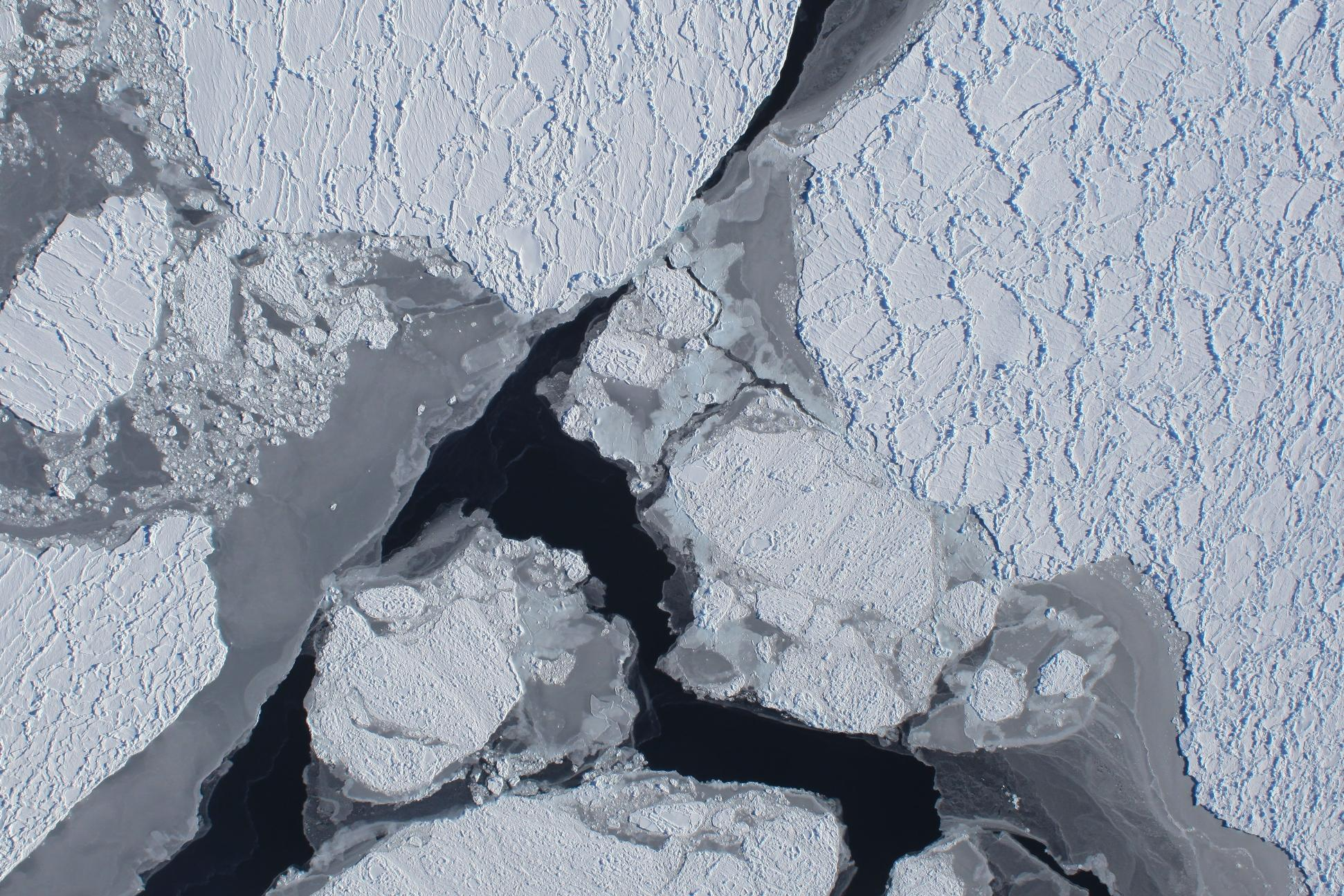
Фотография ледника на берегу Амудсена, сделанная в ходе операции IceBridge, 16 октября 2009, во время первого вылета к Антарктике